# Nepeta caesarea
Nepeta caesarea là một loài thực vật có hoa trong họ Hoa môi. Loài này được Boiss. mô tả khoa học đầu tiên năm 1879.